# San Silvestro (Pescara)
San Silvestro è l'unica frazione del comune di Pescara, e conta circa 3 000 abitanti. Si trova nella zona collinare a sud della città, ai confini con Francavilla al Mare e Chieti, ed è inclusa nella circoscrizione II Portanuova.

## Geografia fisica

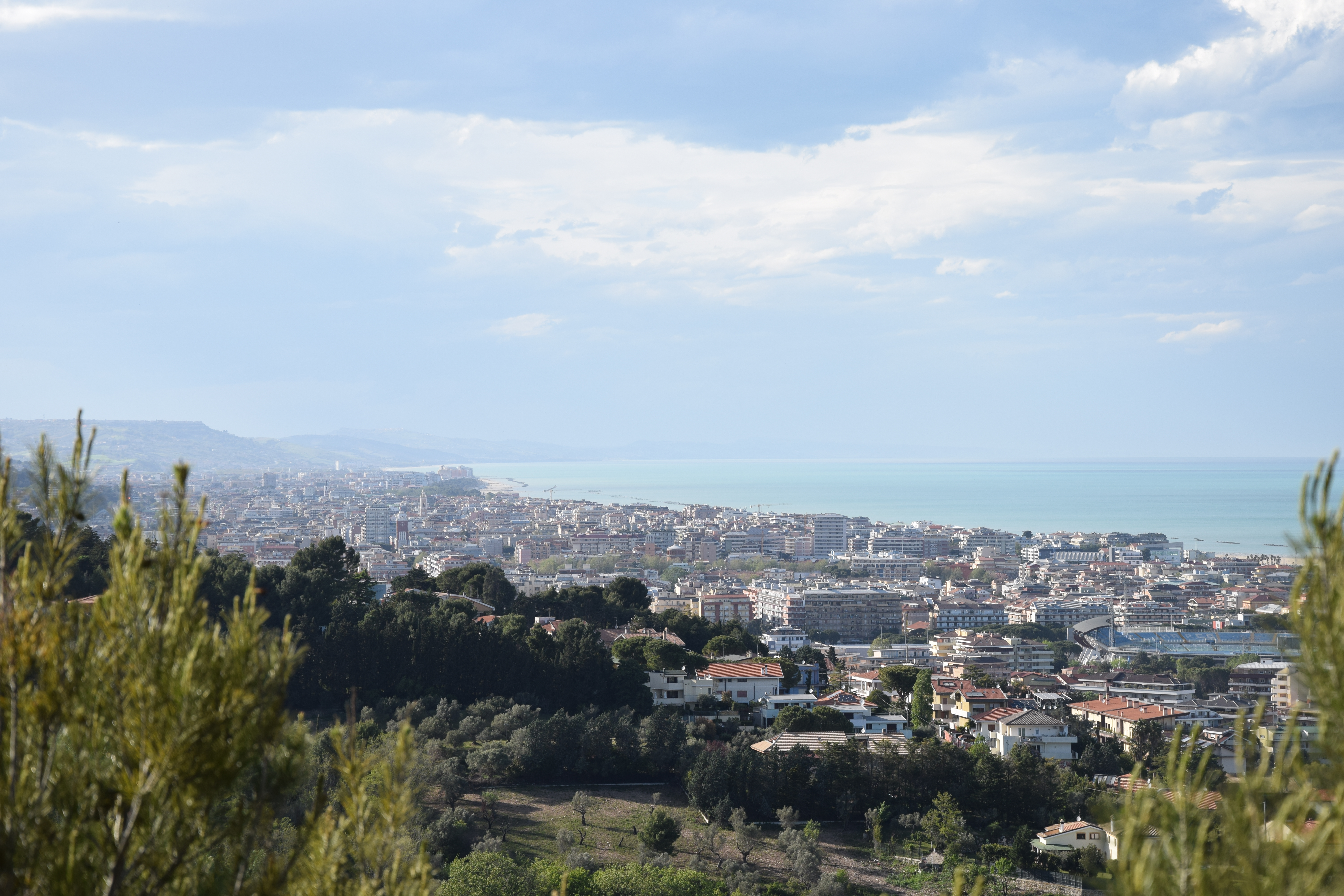
La città vista dal belvedere di colle Renazzo

San Silvestro è la zona più meridionale dell'intero comune di Pescara, e dista circa 7 chilometri dal centro della città. Il suo centro principale si sviluppa su una serie di colline che non superano i 150 metri di altitudine, delimitate a nord dal fosso Vallelunga, dove transita la tangenziale di Pescara, e a sud-est dal confine comunale con Francavilla al Mare. A sud, nella contrada di Valle di Rocca, è presente l'unico punto di confine fra i comuni di Pescara e Chieti. San Silvestro può essere suddiviso in due zone distinte: San Silvestro Colle, parte collinare dell'abitato, e San Silvestro Spiaggia, che si sviluppa in pianura e giunge fino al lungomare (Viale Primo Vere), attraversando la Strada statale 16 Adriatica. A seguito del potenziamento dei collegamenti viari (anche grazie al prolungamento della tangenziale) e soprattutto dell'espansione urbanistica di Pescara, avvenuta a partire dalla seconda metà del XX secolo, San Silvestro è andato incontro a una progressiva saldatura al resto del tessuto urbano della città, assumendo connotati da vero e proprio quartiere più che da frazione scollegata dal centro cittadino.
Dai due punti panoramici, uno posto sulla strada provinciale e l'altro in località Colle Renazzo, si possono osservare il mare Adriatico, Pescara, Francavilla al Mare e Montesilvano e, verso l'interno, buona parte della provincia di Pescara, fino al massiccio del Gran Sasso. In alcuni punti orientati più a sud è visibile anche la Maiella.

## Storia
Il centro abitato è sorto coagulandosi intorno alla villa feudale della famiglia Celaia. L'edificio più antico di San Silvestro, insieme alla Chiesa, è palazzo Fattiboni, sorto nel 1600 riconvertendo un precedente fortino militare. I primi cenni storici riguardanti la moderna San Silvestro risalgono al 30 marzo 1806, quando Napoleone Bonaparte nomina Re di Napoli e di Sicilia il fratello Giuseppe. Questi introdusse nel territorio italiano diverse riforme di riorganizzazione catastale, in modo da semplificare l'amministrazione delle comunità, all'epoca ancora regolata da un sistema feudale di universitas. San Silvestro sin dal 1625 era un'universitas autonoma, ma nel 1807 fu aggregata all'allora governo di Francavilla. Solo nel 1811 venne istituito il comune di San Silvestro, che comprendeva le ville di Fontanella e Vasciola e le contrade di Chiappini, Fontechiara e Valle di Rocco. Il comune confinava a nord con Pescara, a sud con Torrevecchia Teatina e Forcabobolina (l'odierna San Giovanni Teatino), a sud est con Francavilla al Mare e a nord est con il Mare Adriatico. I collegamenti viari con i centri abitati contigui erano dimessi e poco utilizzati. Nel 1869 la frazione di Fontanelle verrà ceduta al comune di Pescara, e circa dieci anni più tardi, il 1 luglio 1879, il comune verrà soppresso ed i suoi territori ripartiti fra San Giovanni Teatino, Francavilla al Mare, Torrevecchia Teatina e Pescara, con il capoluogo comunale e la maggior parte dei territori assegnati a quest'ultima.
Durante la Seconda guerra Mondiale fu teatro di intensa attività resistenziale, sia militare sia di spionaggio, condotta insieme agli Alleati da formazioni partigiane locali come quella del comandante Giuseppe Marcantonio, poi insignito della croce di guerra e della medaglia di bronzo al valor militare.

## Monumenti e luoghi di interesse

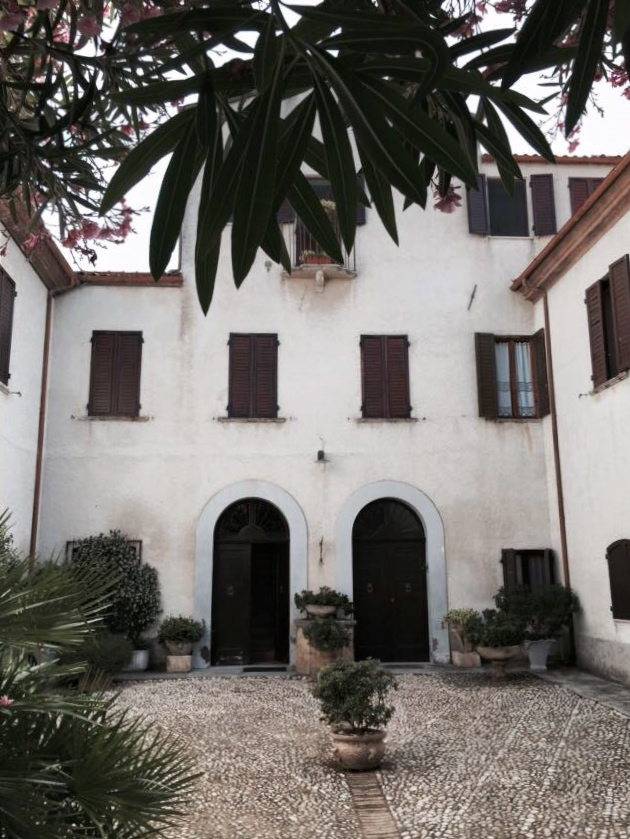
Corte del palazzo Fattiboni

### Chiesa di San Silvestro Papa
La chiesa fu istituita intorno al 1500, nata sulle fondamenta di un preesistente monastero. Uno dei primi documenti che ne certificano ufficialmente l'istituzione è una lettera scritta dall'arcivescovo di Chieti il 27 novembre 1827, al fine di regolare una disputa per il pagamento delle decime sacramentali, una parte del raccolto agricolo che i fedeli versavano al parroco nel mese di agosto. Ulteriori conferme si trovano anche negli antichi registri custoditi nell'attuale casa parrocchiale, risalenti fino al XVII secolo. La parrocchia, inizialmente intitolata anche a san Giovanni Battista, era il nucleo centrale della vecchia villa feudale di San Silvestro. Fu un importante rifugio per molte persone durante gli anni del blocco di Pescara, durante la Seconda guerra mondiale, e rappresentò un luogo di raccoglimento per gli sfollati di molte parti della città, dopo il primo bombardamento che sconvolse Pescara il 31 agosto 1943. L'edificio attuale, con l'alta facciata e i due campanili, fu costruito nel 1850 al posto di una chiesetta preesistente e più piccola. Al suo interno è presente un altare maggiore, con un affresco risalente al XVII secolo. La principale festività qui celebrata è dedicata a San Silvestro Papa, e si svolge durante l'ultima domenica di Agosto.

### Chiesa di San Silvestrino
La chiesa di San Silvestrino è una piccola cappella che si trova sulla strada principale della frazione, in direzione di Chieti.

### Palazzo Fattiboni
Realizzato nel XVI secolo, era un'antica struttura militare, accanto alla chiesa di San Silvestro, successivamente divenuto palazzo gentilizio, e per un periodo fino al 1860 anche sede comunale.